# Koehneria
Koehneria là một chi thực vật có hoa trong họ Lythraceae.

## Loài
Chi này gồm các loài: